# Eumenides Dorsum
Eumenides Dorsum és una formació geològica de tipus dorsum a la superfície de Mart, localitzada amb el sistema de coordenades planetocèntriques a 9.47 ° latitud N i 204.94 ° longitud E, que fa 569.26 km de diàmetre. El nom va ser aprovat per la UAI l'any 1976 i fa referència a una característica d'albedo.